# Фотина
 Тази статия е за селото в Гърция.  За християнската мъченица вижте Фотина Самарянка.  
Фотина̀ (на гръцки: Φωτεινά) е село в Северна Гърция, в дем Катерини, област Централна Македония.

## География
Селото е разположено на 300 m надморска височина, на 20 km югозападно от град Катерини в склоновете на планината Шапка (Титарос). Има път, свързващ Пиерия с Кожани през Фотина-Скотина-Фтери.

## История
Църквата „Свети Николай“ има стенописи от периода на османското владичество и е падала два пъти, втория път в 1950 година. Гробищната църква е „Света Параскева“.
Основният поминък на жителите, повечето от които са местни гърци и няколко власи, е отглеждането на тютюн и животновъдството.
| Година    | 1913 | 1920 | 1928 | 1940 | 1951 | 1961 | 1971 | 1981 | 1991 | 2001 | 2011 | 2021 |
| --------- | ---- | ---- | ---- | ---- | ---- | ---- | ---- | ---- | ---- | ---- | ---- | ---- |
| Население |      |      |      |      |      |      | 434  | 440  | 464  | 423  | 358  | 266  |

## Личности
Родени във Фотина
- Христос Цолакис (1935 – 2012), гръцки учен